# خلار
خلار، روستایی از توابع بخش شهرستان شیراز در استان فارس ایران است
فرهاد جابرخلاری از مشهورترین اشخاص اثرگذار خلار به حساب میآید که به جابرشیرازی معروف است

جابرشیرازی در حل اختلافات طایفه ای و وحدت بین خلاری ها در شیراز تلاش های بسیاری داشته است

## جمعیت
این روستا در بخش مرکزی شیراز قرار دارد و براساس سرشماری مرکز آمار ایران در سال ۱۳۸۵، جمعیت آن ۲۸۱ نفر (۶۴خانوار) بوده‌است.